# Aspila hyalosticta
Aspila hyalosticta là một loài bướm đêm trong họ Noctuidae.